# Proprionoglaris
Proprionoglaris – wymarły rodzaj owadów z rzędu psotników, o niepewnej przynależności rodzinowej. Żył w kredzie.
Rodzaj ten został opisany w 2003 roku przez Vincenta Perrichota, Dany’ego Azara, Didiera Néraudeau i André Nel. Jego gatunkiem typowym został Proprionoglaris guyoti, opisany w tej samej pracy. W 2014 roku opisano kolejny gatunek: P. axioperierga. Autorzy rodzaju nie przyporządkowali go do rodziny, zaznaczając, że może należeć do Prionoglarididae lub Archaeatropidae. W 2013 Mockford, Lienhard i Yoshizawa zaliczyli go do Archaeatropidae i taką klasyfikację wykorzystali również Azar, Nel i Perrichot w 2014, zwracając jednak uwagę, że autorzy pracy z 2013 nie przebadali materiału typowego, w związku z czym należy takie przyporządkowanie uznawać za prowizoryczne.
Przedstawiciele rodzaju mieli biczyk czułków złożony z 18 niepierścieniowanych członów. Ich narządy gębowe odznaczały się obecnością żuwki wewnętrznej oraz brakiem narządu czuciowego na drugim członie głaszczków szczękowych. Przednia para skrzydeł miała komórkę radialną w kształcie wydłużonego sześciokąta, żyłkę poprzeczną między odsiebną częścią żyłki subkostalnej a przednim brzegiem skrzydła oraz odsiebny koniec żyłki subkostalnej wychodzący z pierwszej żyłki radialnej ku wierzchołkowi skrzydła. Pokładełko samic cechowały długie walwule trzeciej pary.
Znane są dwa gatunki:
- Proprionoglaris guyoti Perrichot, Azar, Néraudeau et Nel, 2003 – opisany na podstawie 4 okazów (w tym samca i samicy) sfosylizowanych w bursztynie, znalezionym we francuskim Les Nouillers i datowanym na późny alb. Epitet gatunkowy upamiętnia Thierry’ego Guyota[1].
- Proprionoglaris axioperierga Azar, Nel et Perrichot, 2014 – opisany na podstawie pojedynczej samicy zachowanej w bursztynie wandejskim, znalezionym we francuskim La Robinière i datowanym na kredę późną, na okres między środkowym cenomanem a wczesnym santonem[2].

P. guyoti miał około 3 mm długości ciała, podczas gdy P. axioperierga 1,64 mm. U P. guyoti żyłki były porośnięte pojedynczym, a u P. axioperierga podwójnym rzędem szczecinek. U P. guyoti odnóża środkowej pary miały na goleniach po 4, a tylnej pary po 3 długie trichobotria. U P. axioperierga golenie środkowe miały 2, a tylne 4 długie trichobotria. Różnice między gatunki przejawiają się również w wielu szczegółach użyłkowania skrzydeł.